# Jeffrey Lastrapes
Jeffrey Noel Lastrapes ist ein US-amerikanischer Cellist und Musikpädagoge.

## Leben und Wirken
Der nahezu blind geborene Lastrapes spielte in seiner Kindheit Klavier und Geige, bevor er zum Cello wechselte. Sechzehnjährig ging er an die Temple University. Am Curtis Institute of Music in Philadelphia erlangte er als Schüler von Orlando Cole den Bachelorgrad, das Studium an der Juilliard School bei Harvey Shapiro schloss er als Master of Music ab. Ergänzend besuchte er Meisterklassen u. a. von Mstislaw Rostropowitsch, Paul Tortelier, Joel Krosnick, Yo Yo Ma und Lynn Harrell. 1991 vertrat er die USA beim Cellowettbewerb in Chile und gewann zwei der vier Hauptpreise.
Als Solist trat Lastrapes in den USA, Südamerika und Europa mit Orchestern wie dem Monroe Symphony Orchestra, der Baton Rouge Symphony, der Midland-Odessa Symphony, dem Ibex Chamber Orchestra of New York, dem Lower Marion Symphony of Philadelphia, dem Festivalorchester von Vina del Mar und der Nationalphilharmonie von Honduras auf. Daneben hatte er Auftritte im Hörfunk und Fernsehen und spielte Aufnahmen bei New World Records und Centaur Records ein. Er ist Mitbegründer des in Texas beheimateten Carus Ensembles.
Lastrapes unterrichtete an der Oklahoma State University und an der Collegiate School in New York. Er ist Associate Professor für Cello an der Musikschule der Texas Tech University und unterrichtet außerdem an der Tennessee Governor's School for the Arts und seit 1996 am Interlochen Center for the Arts. In der Saison 2019–20 besuchte er vier Städte in China und gab dort Recitals und
Meisterkurse.

## Weblink
- Website von Jeffrey Noel Lastrapes